# Methanosarcina
Methanosarcina es un género de microorganismos del dominio Archaea. Es el único metanógeno anaerobio conocido que produce metano usando las tres rutas metabólicas que se conocen para la metanogénesis. La mayoría de los metanógenos generan metano a partir de  dióxido de carbono e hidrógeno.  Otros utilizan acetato en la ruta acetoclástica. Además de estas dos rutas, las especies de Methanosarcina pueden también metabolizar compuestos metílicos C1 (de un átomo de carbono) por medio de la metanogénesis metilotrófica. Tales compuestos C1 incluyen metilaminas, metanol y tioles metílicos.
Las especies de Methanosarcina son los metanógenos más diversos en términos de fisiología. Se encuentran en ambientes diversos, incluyendo bolsas de basura, aguas residuales, fuentes hidrotermales profundas e incluso en el tracto digestivo de diversos ungulados, incluyendo vacas, ovejas, cabras y ciervos. Methanosarcina también ha sido encontrado en el tracto digestivo humano. 
Son también únicos en el sentido de que forman colonias e incluso muestran una forma primitiva de diferenciación celular. Es la única archaea conocida que experimenta cambios morfológicos importantes durante el crecimiento implicando formas unicelulares y multicelulares. Hasta el momento se ha observado a Methanosarcina mazei S-6 en tres formas distintas: paquetes, células aisladas y láminas. También se ha observado que dos pares de estas formas, paquetes y células aisladas, o células aisladas y láminas, crecieron y se transformaron en un medio con la misma composición.
El género Methanosarcina incluye M. barkeri, M. mazei y M. acetivorans. Estos dos últimos, M. mazei y M. acetivorans tienen genomas extremadamente largos. En agosto de 2006, M. acetivorans tenía el genoma archaeano más largo secuenciado con 5.751.492 pares de bases. El genoma de M. mazei era ligeramente más corto con 4.096.345 pares de bases. 
En 2002, varios investigadores de la Universidad Estatal de Ohio descubrieron el aminoácido natural número veintidós, la pirrolisina, que sólo se encuentra en la especie Methanosarcina barkeri.